# Syrische zilverspar
De Syrische zilverspar of Cilicische zilverspar (Abies cilicica) is een soort conifeer uit de dennenfamilie (Pinaceae). De soort staat op de Rode Lijst van de IUCN geklasseerd als 'gevoelig'.
De soort komt in zuidelijk Turkije voor in het Taurusgebergte, de Anti-Taurus en het Nurgebergte en daarnaast in het Libanongebergte. Hij groeit op hoogtes tussen 1000 en 2100 meter.
... · 
A. alba (Gewone zilverspar) · 
A. balsamea (Balsemzilverspar) · 
A. cephalonica (Griekse zilverspar) · 
A. cilicica (Syrische zilverspar) · 
A. concolor (Coloradozilverspar) · 
A. fraseri (Fraserspar) · 
A. grandis (Reuzenzilverspar) · 
A. holophylla (Mantsjoerijse zilverspar) · 
A. homolepis (Nikko-zilverspar) · 
A. koreana (Koreaanse zilverspar) · 
A. nephrolepis (Oost-Siberische zilverspar) · 
A. nordmanniana (Kaukasische zilverspar) · 
A. pinsapo (Spaanse zilverspar) · 
A. procera (Edelspar) · 
A. sachalinensis (Sachalin-zilverspar) · 
A. sibirica (Siberische zilverspar) · 
A. veitchii (Japanse zilverspar) · 
...